# Veveyse
Huyện La Veveyse (tiếng Pháp: District du La Veveyse, tiếng Đức: Bezirk La Veveyse) là một huyện hành chính của Thụy Sĩ. Huyện này thuộc bang Fribourg (bang). Huyện La Veveyse có diện tích 134 km², Trung tâm của huyện đóng ở Châtel-Saint-Denis. Mã của huyện là 1007.
Veveyse có dân số (tính đến tháng 12 năm 2020 ) là 19.572 người.  Hầu hết dân số (tính đến năm 2000 ) nói tiếng Pháp (11.566 hoặc 91,7%) là ngôn ngữ đầu tiên của họ, tiếng Đức là ngôn ngữ phổ biến thứ hai (345 hoặc 2,7%) và tiếng Bồ Đào Nha là ngôn ngữ thứ ba (306 hoặc 2,4%).

## Sáp nhập và đổi tên
- Vào ngày 1 tháng 1 năm 1968, đô thị cũ La Rougève được sáp nhập vào Semsale.
- Vào ngày 1 tháng 1 năm 2004, các đô thị cũ Bouloz, Pont (Veveyse) và Porsel sáp nhập để thành lập đô thị mới Le Flon, các đô thị cũ Grattavache, Le Crêt và Progens sáp nhập để tạo thành đô thị mới La Verrerie và các đô thị cũ của Besencens và Fiaugères sáp nhập vào đô thị Saint-Martin hiện có trước đây.[3]